# Giovanni Timoleone Raimondi
Giovanni Timoleone Raimondi PIME (chinesisch 高雷門, * 5. Mai 1827 in Mailand, Königreich Lombardo-Venetien; † 27. September 1894 in Hongkong) war ein italienischer Geistlicher.
Raimonde empfing am 25. Mai 1850 das Sakrament der Priesterweihe für das Päpstliche Institut für die auswärtigen Missionen.
Papst Pius IX. ernannte Raimondi am 17. November 1867 zum Apostolischen Pro-Präfekt von Hongkong und am 3. Dezember 1868 zum Apostolischen Präfekt von Hongkong. Papst Pius IX. erhob die Apostolische Präfektur zum Apostolischen Vikariat Hongkong. Raimondi wurde zu dessen ersten Apostolischen Vikar von Hongkong und zum Titularbischof von Achantus. Am 22. November 1874 weihte Kardinal Alessandro Franchi, Präfekt der Propagandakongregation, ihn in Rom zum Bischof. Mitkonsekratoren waren Edward Henry Howard, Weihbischof in Frascati, und Pietro de Villanova Castellacci, Titularerzbischof vom Titularerzbistum Petra in Palaestina.